# Грегорі Річардсон
Грегорі Фіцпатрік Річардсон (англ. Gregory Fitzpatrick Richardson; нар. 16 червня 1982, Джорджтаун, Гаяна) — гаянський футболіст, нападник клубу «Фрута Конкерорс» та національної збірної Гаяни.

## Клубна кар'єра

### Карибський регіон
Родом зі столиці, Джорджтауна. Розпочинав свою футбольну кар'єру в місцевій команді «Джорджтаун», але не домігся з нею особливих успіхів. У 2003 році приєднався до місцевого суперника «Кемптауна», де грав протягом року, з яким виграв турнір Kashif & Shanghai, а також Кубок мерів Гаяни. Пізніше він також представляв «Бікон Юнайтед», але у 2005 році декілька місяців відіграв за «Пеле», з яким також не вигравши жодного трофея. Наступним клубом Грегорі став барбадоський «Нотр-Дам», де він швидко став провідним гравцем ліги — у сезоні 2005 року зі своєю командою виграв національний чемпіонат, а рік по тому став срібним призером. У 2007 році відправився в Тринідад і Тобаго, де підписав контракт з «Джо Паблік» FC, з яким виграв срібні нагороди чемпіонату Тринідаду і Тобаго. Під час виступів за «Джо Паблік» у попередньому раунді Ліги чемпіонів КОНКАКАФ 2008/09 відзначився хет-триком і допоміг своїй команді вибити «Нью-Інгленд Революшн», завдяки чому привернув до себе увагу міжнародної спільноти. У 2008 році ненадовго повернувся на батьківщину, де приєднався до свого колишнього клубу «Пеле».

### США
На початку 2009 року підписав контракт з «Колорадо Репідз». У MLS дебютував 21 березня 2009 року, у першій для «Колорадо» грі сезону проти «Чівас США».
27 червня 2009 року «Колорадо» вирішив відмовитися від послуг Грегорі, внаслідок чого гаянець встиг зіграти за клуб лише один матч. 9 липня 2009 року, після успішного перегляду, «Кароліна РейлГоукс» оголосила про підписання Річардсона. Швидко став гравце основи, зокрема завдяки своєму першому хет-трику у переможному (4:0) поєдинку проти «Маямі». Також відзначився найшвидшим голом в історії клубу, на 2-й хвилині поєдинку проти «Пуерто-Рико Айлендерз». Завершив сезон як лідер за кількістю результативних передач (5) та 2-м найкращим бомбардиром (6 голів). Допоміг «Кароліні» потрапити в чемпіонське плей-оф й посісти друге місце в турнірній таблиці регулярного сезону. 5 лютого 2010 року «Кароліна» повторно підписала з Річардсоном 1-річну угоду з опцією продовження на 2011 рік.
Грегорі Річардсона не потрапив до заявки «Кароліни» на сезон 2011 року, а 4 квітня 2011 року залишив клуб вільним агентом. 15 квітня 2011 року підписав контракт з «Пуерто-Рико Айлендерз», який також грав у другому дивізіоні чемпіонату Сполучених Штатів — Північноамериканській футбольній лізі. Уже в першому сезоні разом з новою командою виграв Клубний чемпіонат Карибського футбольного союзу.
Після того, як «Айлендерс» пішли на перерву, повернувся до Гаяни, щоб грати за «Альфа Юнайтед», яким допоміг вийти в Лігу чемпіонів КОНКАКАФ 2014/15.

## Кар'єра в збірній
У національній збірній Гаяни дебютував Річардсон, коли йому було двадцять років, у 2002 році. Своїм першим голом за національну збірну відзначився 6 вересня 2006 року в переможному (5:0) матчі Карибського кубка проти Сурінаму, і завершив змагання з шістьма забитими м'ячами. Брав участь у кваліфікаційних матчах чемпіонату світу 2006 та 2010 року, але його команда не змогла кваліфікуватися до фінального раунду жодного з вище вказаного турніру. Також зіграв у кваліфікації чемпіонату світу 2014 року, під час якої відзначився у матчі проти Сальвадора (2:3).

## Статистика виступів

### Голи за збірну
Рахунок та результати збірної Гаяни в таблиці подано на першому місці.
| №   | Дата              | Місце                                               | Суперник                 | Рахунок | Результат | Змагання                            |
| --- | ----------------- | --------------------------------------------------- | ------------------------ | ------- | --------- | ----------------------------------- |
| 1.  | 15 лютого 2004    | Національний стадіон Барбадоса, Вотерфорд, Барбадос | Барбадос                 | 2–0     | 2–0       | Товариський матч                    |
| 2.  | 13 лютого 2005    | Національний стадіон Барбадоса, Вотерфорд, Барбадос | Барбадос                 | 1–1     | 3–3       | Товариський матч                    |
| 3.  | 6 вересня 2006    | Ерджиліо Хато, Віллемстад, Кюрасао                  | Суринам                  | 1–0     | 5–0       | кваліфікація Карибського кубку 2007 |
| 4.  | 24 листопада 2006 | Бурда, Джорджтаун, Гаяна                            | Антигуа і Барбуда        | 1–0     | 6–0       | кваліфікація Карибського кубку 2007 |
| 5.  | 24 листопада 2006 | Бурда, Джорджтаун, Гаяна                            | Антигуа і Барбуда        | 2–0     | 6–0       | кваліфікація Карибського кубку 2007 |
| 6.  | 26 листопада 2006 | Бурда, Джорджтаун, Гаяна                            | Гваделупа                | 2–0     | 3–2       | кваліфікація Карибського кубку 2007 |
| 7.  | 28 листопада 2006 | Бурда, Джорджтаун, Гаяна                            | Домініканська Республіка | 1–0     | 4–0       | кваліфікація Карибського кубку 2007 |
| 8.  | 13 січня 2008     | Провіденс, Провіденс, Гаяна                         | Сент-Вінсент і Гренадини | 1–0     | 1–0       | Товариський матч                    |
| 9.  | 5 листопада 2008  | Марвін Лі, Макоя, Тринідад і Тобаго                 | Сент-Кіттс і Невіс       | 1–1     | 1–1       | кваліфікація Карибського кубку 2008 |
| 10. | 9 листопада 2008  | Марвін Лі, Макоя, Тринідад і Тобаго                 | Тринідад і Тобаго        | 1–0     | 1–1       | кваліфікація Карибського кубку 2008 |
| 11. | 11 вересня 2012   | Провіденс, Провіденс, Гаяна                         | Сальвадор                | 1–0     | 2–3       | кваліфікація чемпіонату світу 2014  |
| 12. | 21 жовтня 2012    | Босежур, Грос Іслет, Сент-Люсія                     | Сент-Вінсент і Гренадини | 1–1     | 1–2       | кваліфікація Карибського кубку 2012 |
| 13. | 23 жовтня 2012    | Босежур, Грос Іслет, Сент-Люсія                     | Кюрасао                  | 2–0     | 2–1       | кваліфікація Карибського кубку 2012 |
| 14. | 25 жовтня 2012    | Босежур, Грос Іслет, Сент-Люсія                     | Сент-Люсія               | 3–0     | 3–0       | кваліфікація Карибського кубку 2012 |
| 15. | 21 лютого 2016    | Провіденс, Провіденс, Гаяна                         | Суринам                  | 1–0     | 2–0       | Товариський матч                    |
| 16. | 21 лютого 2016    | Провіденс, Провіденс, Гаяна                         | Суринам                  | 2–0     | 2–0       | Товариський матч                    |
| 17. | 22 березня 2016   | Провіденс, Провіденс, Гаяна                         | Ангілья                  | 5–0     | 7–0       | кваліфікація Карибського кубку 2017 |

Примітка: Деякі джерела приписують Грегорі Річардсону те, що у 2006 році він відзначився першим голом у переможному (5:0) поєдинку проти Нідерландських Антильських островів, однак насправді це був забитий Найджел Кодрінгтон.